# Wspólnota administracyjna Schöneck/Mühlental
Wspólnota administracyjna Schöneck/Mühlental (niem. Verwaltungsgemeinschaft Schöneck/Mühlental) – wspólnota administracyjna w Niemczech, w kraju związkowym Saksonia, w okręgu administracyjnym Chemnitz, w powiecie Vogtland. Siedziba wspólnoty znajduje się w mieście Schöneck/Vogtl.
Wspólnota administracyjna zrzesza jedną gminę miejską oraz jedną gminę wiejską: 
- Mühlental
- Schöneck/Vogtl.